# Diecezja Gizo
Diecezja Gizo (łac.: Dioecesis Ghizotanus, ang. Diocese of Gizo) – rzymskokatolicka diecezja na Wyspach Salomona. Siedziba biskupa znajduje się w katedrze św. Piotra w Gizo. Podlega metropolii Honiara.

## Historia
11 czerwca 1959 papież Jan XXIII utworzył wikariat apostolski Zachodnich Wysp Salomona. Dotychczas wierni z tych terenów należeli do wikariatu apostolskiego Południowych Wysp Salomona (obecnie archidiecezja Honiara) i wikariatu apostolskiego Północnych Wysp Salomona (obecnie diecezja Bougainville).
15 listopada 1966 wikariat apostolski Zachodnich Wysp Salomona został podniesiony do rangi diecezji i przyjął obecną nazwę.

## Biskupi
- Eusebius John Crawford OP (1960 - 1995)
- Bernard Cyril O’Grady OP (1995 - 2007)
- Luciano Capelli SDB (2007 - 2023)
- Peter Houhou (od 2023)

## Główne świątynie
- Katedra św. Piotra w Gizo